# Muchines de yuca
Los muchines de yuca son un plato típico del Ecuador. Su componente principal es la yuca, un tubérculo con altas propiedades energéticas, que en Ecuador crece en la Región Costa. Aunque está extensamente presente en la región Costa, es muy popular en Ambato, donde lo consumen como parte del desayuno.

## Descripción
Se cocina la yuca con sal por 30 minutos aproximadamente. Una vez cocinada, se amasa con yema de huevo y se le da forma ovalada, se le coloca un relleno de queso y cebolla picada y se la fríe en aceite caliente hasta quedar dorada.
Se lo suele consumir con miel y se lo acompaña con una bebida de canelazo o café.